# Guarujá Challenger 1986
Il Guarujá Challenger 1986 è stato un torneo di tennis facente parte della categoria ATP Challenger Series nell'ambito dell'ATP Challenger Series 1986. Il torneo si è giocato a Guarujá in Brasile dal 20 al 26 gennaio 1986 su campi in terra rossa.

## Vincitori

### Singolare
Cássio Motta ha battuto in finale  Carlos Kirmayr con il punteggio di 6–1, 1–6, 6–1

### Doppio
Carlos Kirmayr /  Cássio Motta hanno battuto in finale  Alejandro Ganzábal /  Raúl Viver con il punteggio di 6–3, 6–2